# The Sun Will Come Up, the Seasons Will Change
A The Sun Will Come Up, the Seasons Will Change Nina Nesbitt skót énekes-dalszerző második stúdióalbuma, amit 2019. február 1-jén adott ki a Cooking Vinyl. Az albumról nyolc,a deluxe kiadásról további kettő kislemez jelent meg. Nesbitt 2019 februárja és áprilisa között 26 egyesült királyságbeli és észak-amerikai koncerthelyszínen lépett fel.

## Háttere
A korábbiakhoz képest több popelemet tartalmazó albumon Nesbitt három évig dolgozott; szerinte a saját életének változásáról szól.

## Számlista
| The Sun Will Come Up, the Seasons Will Change | The Sun Will Come Up, the Seasons Will Change | The Sun Will Come Up, the Seasons Will Change     | The Sun Will Come Up, the Seasons Will Change | The Sun Will Come Up, the Seasons Will Change | The Sun Will Come Up, the Seasons Will Change | The Sun Will Come Up, the Seasons Will Change | The Sun Will Come Up, the Seasons Will Change | The Sun Will Come Up, the Seasons Will Change | The Sun Will Come Up, the Seasons Will Change |
|                                               | Cím                                           | Szerző(k)                                         | Producer(ek)                                  | Hossz                                         |                                               |                                               |                                               |                                               |                                               |
| --------------------------------------------- | --------------------------------------------- | ------------------------------------------------- | --------------------------------------------- | --------------------------------------------- | --------------------------------------------- | --------------------------------------------- | --------------------------------------------- | --------------------------------------------- | --------------------------------------------- |
| 1.                                            | Sacret                                        | Nina Nesbitt                                      | Jordan Riley                                  | 3:27                                          |                                               |                                               |                                               |                                               |                                               |
| 2.                                            | The Moments I’m Missing                       | Nesbitt                                           | Nesbitt Riley                                 | 3:46                                          |                                               |                                               |                                               |                                               |                                               |
| 3.                                            | The Best You Had                              | Nesbitt Riley                                     | Riley                                         | 2:56                                          |                                               |                                               |                                               |                                               |                                               |
| 4.                                            | Colder                                        | Nesbitt Thomas Slinger                            | Fraser T. Smith                               | 3:08                                          |                                               |                                               |                                               |                                               |                                               |
| 5.                                            | Loyal to Me                                   | Nesbitt Edward Conor Mike Gormley                 | Smith                                         | 3:13                                          |                                               |                                               |                                               |                                               |                                               |
| 6.                                            | Somebody Special                              | Nesbitt Dan Muckala Brianna Kennedy               | Muckala                                       | 3:20                                          |                                               |                                               |                                               |                                               |                                               |
| 7.                                            | Is It Really Me You’re Missing?               | Nesbitt Sam Preston Rick Parkhouse George Tizzard | Parkhouse Tizzard                             | 3:52                                          |                                               |                                               |                                               |                                               |                                               |
| 8.                                            | Love Letter                                   | Nesbitt Smith Janée Bennett                       | Smith                                         | 3:34                                          |                                               |                                               |                                               |                                               |                                               |
| 9.                                            | Empire                                        | Nesbitt                                           | Lostboy                                       | 3:34                                          |                                               |                                               |                                               |                                               |                                               |
| 10.                                           | Chloe                                         | Nesbitt Peter Rycroft                             | Lostboy                                       | 3:54                                          |                                               |                                               |                                               |                                               |                                               |
| 11.                                           | Things I Say When You Sleep                   | Nesbitt                                           | Lostboy                                       | 3:36                                          |                                               |                                               |                                               |                                               |                                               |
| 12.                                           | Last December                                 | Nesbitt                                           | Lostboy                                       | 4:55                                          |                                               |                                               |                                               |                                               |                                               |
| 13.                                           | The Sun Will Come Up, the Seasons Will Change | Nesbitt                                           | Lostboy                                       | 3:35                                          |                                               |                                               |                                               |                                               |                                               |
| 46:00                                         |                                               |                                                   |                                               |                                               |                                               |                                               |                                               |                                               |                                               |

| 13. | Untitled                                                   |                                                                |               | 2:27 |
| 14. | Black & Blue                                               | Nesbitt Rick Markowitz Micah Premnath                          | Markowitz     | 3:11 |
| 15. | Ungrateful                                                 | Nesbitt Alex Smith Paul Barry                                  | Riley         | 2:42 |
| 16. | Toxic                                                      | Henrik Jonback Christian Karlsson Pontus Winnberg Cathy Dennis | Riley         | 3:59 |
| 17. | Still Waiting to Start                                     | Nesbitt Leroy Clampitt                                         | Clampitt      | 3:04 |
| 18. | Sacred (akusztikus)                                        | Nesbitt                                                        | Nesbitt       | 2:23 |
| 19. | The Moments I’m Missing (egyszerűsített)                   | Nesbitt                                                        | Nesbitt Riley | 4:18 |
| 20. | The Best You Had (akusztikus)                              | Nesbitt Riley                                                  | Riley         | 3:19 |
| 21. | Colder (akusztikus)                                        | Nesbitt Slinger                                                | Riley         | 3:25 |
| 22. | Loyal to Me (akusztikus)                                   | Nesbitt Gormley Connor                                         | Smith         | 3:12 |
| 23. | Somebody Special (akusztikus)                              | Nesbitt Muckala Kennedy                                        | Muckala       | 3:39 |
| 24. | Is It Really Me You’re Missing? (akusztikus)               | Nesbitt Preston Tizzard Parkhouse                              | Riley         | 3:53 |
| 25. | Love Letter (akusztikus)                                   | Nesbitt Smith Bennett                                          | Riley         | 3:36 |
| 26. | Empire (akusztikus)                                        | Nesbitt                                                        | Riley         | 3:10 |
| 27. | Chloe (akusztikus)                                         | Nesbitt Rycroft                                                | Riley         | 3:27 |
| 28. | Things I Say When You Sleep (akusztikus)                   | Nesbitt                                                        | Riley         | 3:12 |
| 29. | Last December (akusztikus)                                 | Nesbitt                                                        | Riley         | 4:32 |
| 30. | The Sun Will Come Up, the Seasons Will Change (akusztikus) | Nesbitt                                                        | Riley         |      |

## Stílusa
A The Best You Hadet R&B hangzásúnak és „őszinte szakítós számnak”, míg a Nesbitt hálószobájában felvett The Moments I’m Missinget többrétegűnek, a Somebody Specialt pedig az „önszeretet himnuszának” nevezték egy „csavarral”. Az Is It Really Me You’re Missing?-et eredetileg Rihannának írták.

## Közreműködők
- Nina Nesbitt – ének
- John Davis – maszterelés
- Dean Barratt – keverés (1, 3, 9, 10, 11, 13)
- Jordan Riley – keverés (2)
- Manon Grandjean – keverés (4, 8)
- Fraser T. Smith – keverés (5)
- Dan Muckala– keverés (6)
- George Tizzard, Rick Parkhouse – keverés (7)
- Peter Rycroft – keverés (12)
- Wolf James – fotók
- Luke Insect Studio – arculat

## Helyezések
| Lemezeladási lista (2019) | Legjobb helyezés |
| ------------------------- | ---------------- |
| Írország (IRMA)           | 43               |
| Skót albumlista (OCC)     | 5                |
| Brit albumlista (OCC)     | 21               |

## Fordítás
- Ez a szócikk részben vagy egészben  a   The Sun Will Come Up, the Seasons Will Change című angol Wikipédia-szócikk ezen változatának fordításán alapul.  Az eredeti cikk szerkesztőit annak laptörténete sorolja fel. Ez a jelzés csupán a megfogalmazás eredetét és a szerzői jogokat jelzi, nem szolgál a cikkben szereplő információk forrásmegjelöléseként.